# Fletcher (Carolina del Nord)
Fletcher è una città degli Stati Uniti d'America situata nella Carolina del Nord, nella Contea di Henderson.